# Inodrillia hatterasensis
Inodrillia hatterasensis é uma espécie de gastrópode do gênero Inodrillia, pertencente a família Horaiclavidae.